# HatHut Records
hatHut Records (en zijn sub-labels hatArt, hatOLOGY, hatMusics en hatNOIR) is een onafhankelijk Zwitsers platenlabel, dat gespecialiseerd is in jazz (vrije improvisatie) en hedendaagse klassieke muziek. Het is gevestigd in Basel. 
Het werd in 1975 opgericht door Werner X. Uehlinger, in eerste instantie om muziek op uit te brengen van de saxofonist en trompettist Joe McPhee. Hoewel het aanvankelijk een jazz-label was, kwam hierop later ook werk van avant-garde klassieke componisten als Karlheinz Stockhausen, John Cage en Giacinto Scelsi uit. Belangrijke vroege uitgaven van het label waren platen van onder meer Steve Lacy, Anthony Braxton en Cecil Taylor. Enkele andere artiesten die op hatHut uitkwamen zijn Peter Brötzmann, John Zorn, Mike Westbrook, Dave Liebman, Vienna Art Orchestra, Theo Jörgensmann, Morton Feldman en Paul Smoker. Jaarlijks komen er zo'n 25 platen op uit, nieuw werk en heruitgaven, in een oplage van 3000 stuks.
Het label werd tot 2000 gesponsord door de bank UBS, maar wordt nu ondersteund door Vitra/Rolf Fehlbaum en Danzas group.